# Лаптев, Алексей Михайлович
Алексей Михайлович Лаптев (28 марта [10 апреля] 1905 Москва — 15 января 1965, там же) — советский художник-график и книжный иллюстратор, поэт. Член-корреспондент АХ СССР (1954), Заслуженный деятель искусств РСФСР (1958).

## Биография
Учился в школе-студии Ф. И. Рерберга (1923) в Москве, у П. И. Львова и Н. Н. Купреянова в ВХУТЕМАСе/ ВХУТЕИНе (1924—1929/1930).
Иллюстрировал детские книги: «Приключения Незнайки и его друзей»,  Н. Носова, «Басни» И. А. Крылова (1944—1945).
После выхода «Мёртвых душ» Н. В. Гоголя с его иллюстрациями был избран членом-корреспондентом академии художеств.
Сотрудничал в журнале «Весёлые картинки» с момента его основания.
Работы художника находятся во многих региональных музеях, а также в частных коллекциях в России и за рубежом.
Последней работой стали иллюстрации к поэме Н. А. Некрасова «Кому на Руси жить хорошо».
Писал стихи, опубликовал несколько детских книг со своими собственными иллюстрациями.
Последний раз одна из книг А. Лаптева была переиздана в 2013 г.
А. М. Лаптев — автор выдержавшей несколько изданий книги «Рисунок пером», в которой на примере произведений мастеров искусств популярно излагаются технико-формальные свойства широко распространённого в изобразительном искусстве перового рисунка.
Умер в 1965 году. Похоронен на Новодевичьем кладбище.

Некоторые работы А. Лаптева на марках СССР
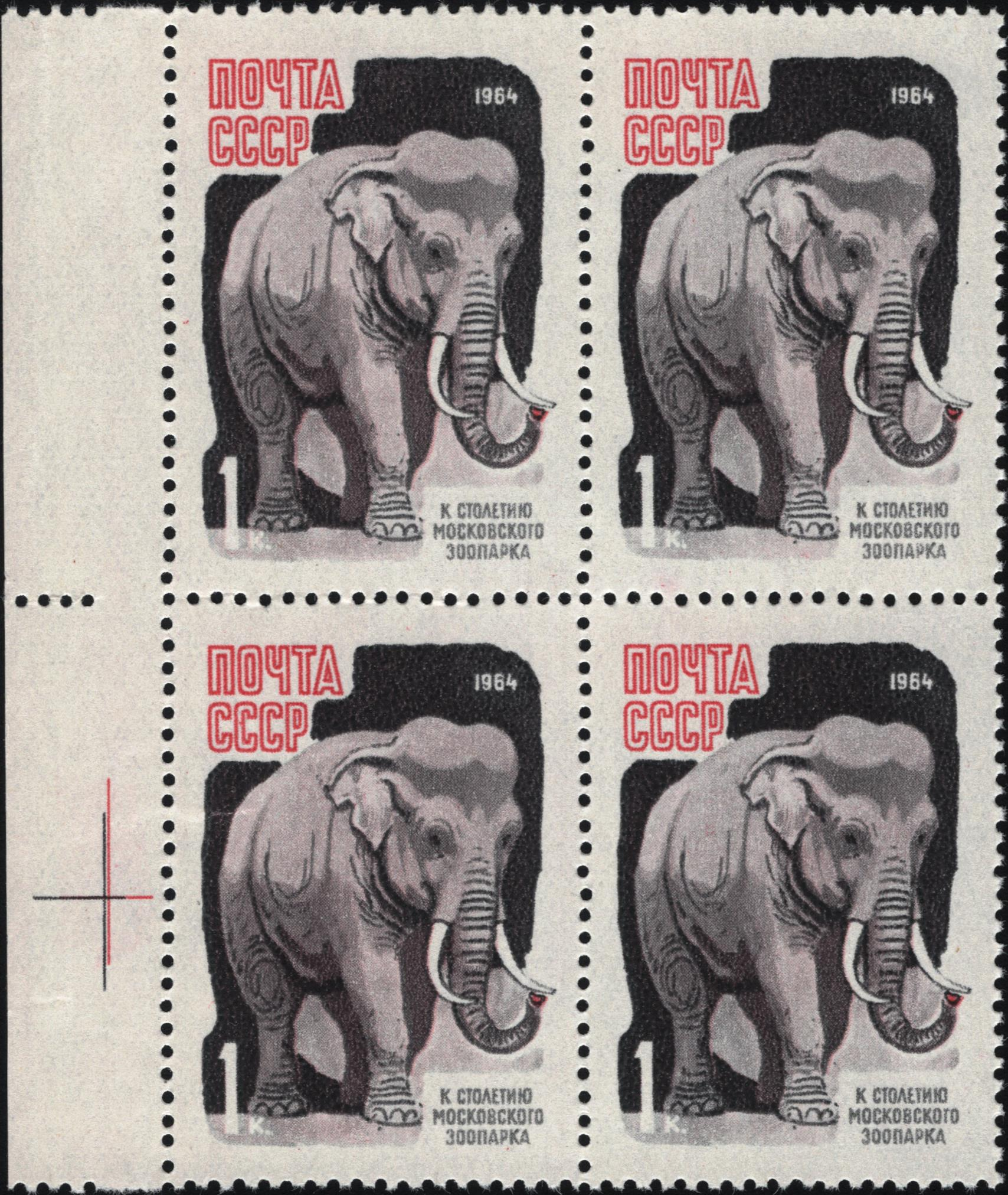
100-летие Московского зоопарка. Азиатский слон (1964) (ЦФА [АО «Марка»] № 3048)

## Семья
Первым браком был женат на Елизавете Леонидовне Логвиновой (ум. 02.02.1942 г.), вторым — на Ие Николаевне Першиной.
Дети — Ольга (1931—2020), Анна (1940—1996), Наталья (1946—2015).
Внуки — поэт Михаил Лаптев, Андрей Феликсович Лаптев, Елизавета Феликсовна Гиппиус, Катя Зонненвальд.